# Spatulosminthurus lesnei
Spatulosminthurus lesnei is een springstaartensoort uit de familie van de Sminthuridae. De wetenschappelijke naam van de soort is voor het eerst geldig gepubliceerd in 1925 door Carl in Denis.